# Улица Зортова (Владикавказ)
Улица Зортова — улица во Владикавказа, Северная Осетия, Россия. Находится в Промышленном муниципальном округе между улицами Титова и Чапаева. Начинается от улицы Титова.
Улицу Зортова пересекают улицы Чкалова, Олега Кошевого и Курская. На улице Зортова заканчивается улица Кожевенная.
Улица названа именем осетинского революционера и одного из руководителей большевистской партии «Кермен» Урусби Зортова.
Улица сформировалась во второй половине XIX века. Впервые отмечена на плане города Владикавказа от 1891 года как «Фермерская улица». Упоминается под этим же названием в Перечне улиц, площадей и переулков от 1911 года.
25 октября 1922 года городской совет переименовал Фермерскую улицу в «Коммунальную улицу». Под этим же названием упоминается в Перечне улиц, площадей и переулков от 1925 года.
15 ноября 1933 года Коммунальная улица была переименована в улицу Зортова.